# Станіслав (ім'я)
Станісла́в, або Станисла́в (від пол. Stanisław) — слов'янське двоосновне чоловіче ім'я, що означає стати славним або стань славним.  
Також існує жіноча форма імені — Станісла́ва. Скорочені форми - Стас, Стах.

## Відповідності
В інших народів імені Станіслав відповідають імена (чоловіча форма):
- рос. Станислав
- болг. Станислав
- мак. Станислав
- укр. Станіслав
- серб. Станислав
- пол. Stanisław
- чеськ. Stanislav
- словац. Stanislav
- словен. Stanislav
- хорв. Stanislav
- угор. Szaniszlo
- біл. Станіслаў
- фр. Stanislas
- нім. Stanislaus
- лит. Stanislovas
- латис. Staņislavs
- італ. Stanislao
- ісп. Estanislao
- кат. Estanislau
- порт. Estanislau

## Відомі носії
- Станіслав — князь Київський (до 1320).
- Святий Станіслав — польський святий (1550—1568).
- Лещинський Станіслав — король Польщі (1704—1711, 1733—1734).
- Станіслав Август Понятовський — останній король Речі Посполитої з магнатського роду (1764— 1795).
- Станіслав Лем — відомий польський письменник-фантаст (1921, Львів — 2006).
- Людкевич Станіслав Пилипович — український композитор, музикознавець, фольклорист, педагог (1879—1979).
- Скровачевський Станіслав — композитор.
- Скарбек Станіслав — меценат.
- Улям Станіслав — математик.
- Лешневський Станіслав — філософ та логік.
- Лец Станіслав Єжи — польський письменник, сатирик.
- Станіслав Конецпольський — польський шляхтич, воєначальник та державний діяч Речі Посполитої.(1591— 1646).